# Anàleg del formatge

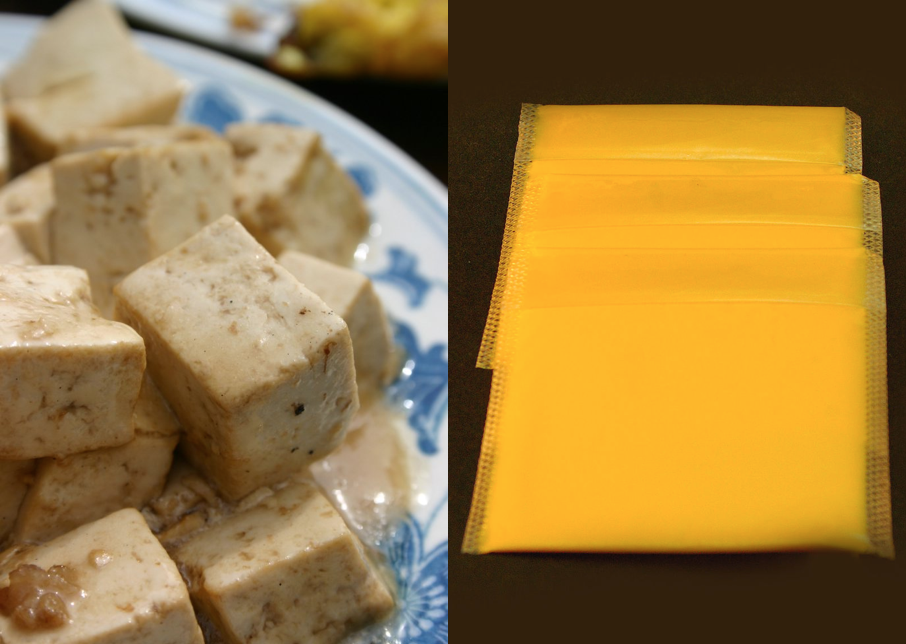
A l'esquerra, anàleg del formatge sense components làctics (tofu); a la dreta, anàleg amb components làctics.

L'anàleg del formatge és un producte substitutiu del formatge preparat amb ingredients que reemplacen totalment o parcialment els components lactis. Aquells on els components lactis han estat completament reemplaçats, és el que comunament es coneix com a formatge vegà. Sol fer-se a partir de la soia, però també a partir de l'arròs, la fruita seca, el rent nutricional i altres ingredients no lactis. Els anàlegs del formatge estan disponibles en moltes de les mateixes varietats en què està disponible el formatge. El procés de producció seguit és el mateix que els formatges processats. Aquests productes són de consum habitual a causa de preferències alimentàries com el veganisme, les restriccions religioses (la majoria dels anàlegs del formatge són caixer, després de l'aprovació d'un rabí), intolerància a la lactosa o al·lèrgia a la llet.

## Història

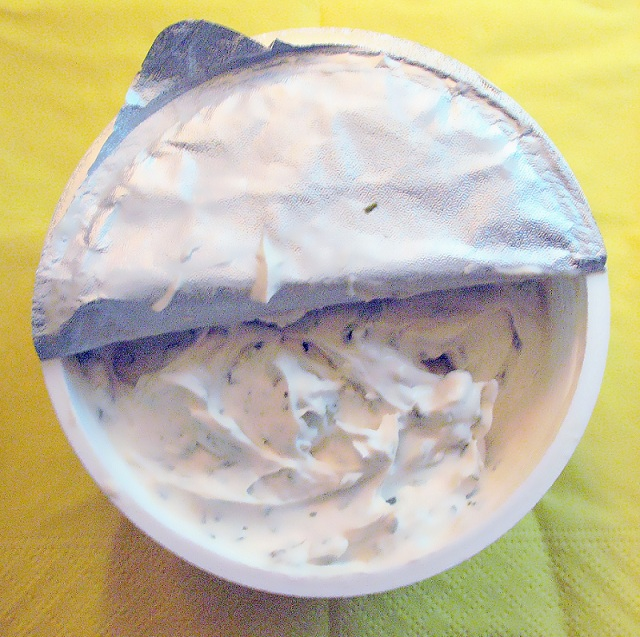
Paquet obert de formatge de soia en crema.

La producció de formatge processat es va iniciar a Europa al voltant del 1890. El seu origen va ser el desig d'allargar la vida del formatge natural i fer-lo més estable. La comercialització del formatge processat va començar a Europa i Estats Units entre 1910 i 1920, però no es va estendre fins al 1930 quan les sals emulsionants van aparèixer al mercat.
Els anàlegs del formatge es fabriquen fent servir el mateix mètode que els formatges processats. Es va començar per aquells que presenten components lactis, produïts per primera vegada als Estats Units a principis de 1970, amb la motivació de crear substituts del formatge que fossin més barats pel sector industrial i que tinguessin així nombroses aplicacions, com pot ser el formatge ratllat per a pizza o en tallades per a sandvitxos i hamburgueses. Actualment, el desenvolupament d'aquests productes ha adquirit un bon nivell industrial. Pel que fa als anàlegs no lactis del formatge, la seva producció es va iniciar al voltant de la dècada 1980; tot i que es parla de que el seu origen es troba a la Xina amb el sufu produït amb soia fermentada.

## Ingredients
La composició química dels anàlegs del formatge pot variar en funció de quines siguin les propietats que es volen potenciar segons la seva finalitat, com la textura o la capacitat de fondre’s. No obstant, la majoria solen incloure els ingredients que apareixen en la taula 1.
| Ingredients                        | Funció                                                                           | Exemples                                                                |
| ---------------------------------- | -------------------------------------------------------------------------------- | ----------------------------------------------------------------------- |
| Aigua                              | composició desitjada, elasticitat i interacció amb proteïnes                     |                                                                         |
| Greixos                            | composició desitjada, textura i capacitat de dissoldre's                         | mantega, soia/blat de moro, oli de palmist                              |
| Proteïnes de la llet               | composició desitjada, textura semidura, elasticitat i estabilitat fisico-química | caseïna, caseïnats                                                      |
| Proteïnes vegetals                 | composició desitjada i econòmicament més barat que la caseïna                    | soia, cacauet, proteïna de blat                                         |
| Midó                               | reemplaçament de la caseïna i avantatge econòmic                                 | midó natural/blat de moro modificat/arròs/patata                        |
| Estabilitzants - ES - hidrocoloids | estabilitat fisico-química, textura i propietats funcionals                      | fosfats de sodi, citrats de sodi, hidrocoloids; goma xantana, goma guar |
| Agents acidificants                | control del pH del producte final                                                | àcids orgànics: cítric, làctic, acètic, fosfòric                        |
| Saboritzants                       | desenvolupament del sabor                                                        | espècies, fumatge, formatge modificat enzimàticament                    |
| Potenciadors de sabor              | desenvolupament del sabor                                                        | sals i extracte de llevat                                               |
| Colorants                          | color desitjat                                                                   | colorants artificials, pebre vermell, annato                            |
| Preservants                        | evitar el desenvolupament de floridures i allargar la vida del producte          | nisina, propionat de calci/sodi                                         |
| Minerals i Vitamines               | millorar el valor nutricional                                                    | òxid de magnesi, òxid de zinc, ferro, vitamina A, riboflavina           |

## Diferents tipus

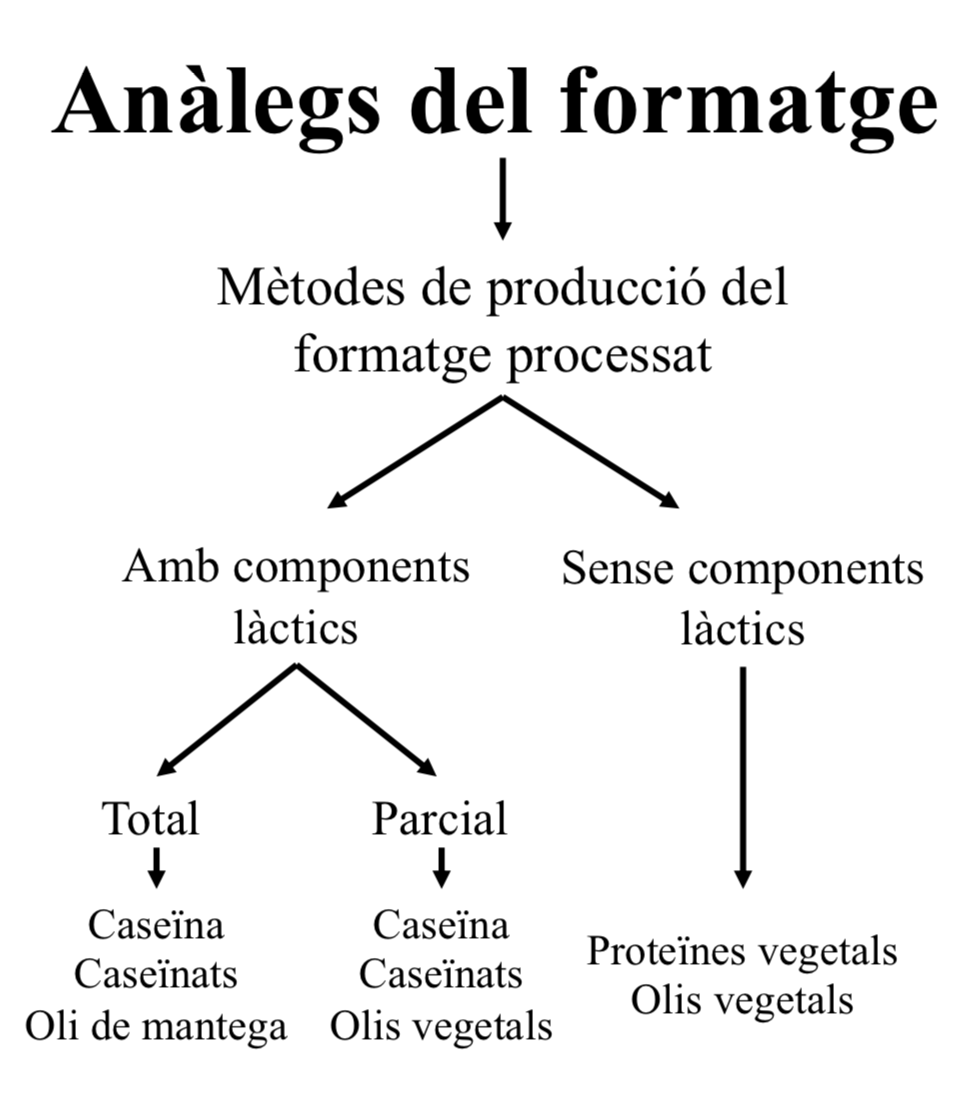
Esquema dels anàlegs del formatge.

### Amb components lactis
D'aquest tipus s'ha de diferenciar entre aquells que estan formats totalment per components lactis (caseïna, caseïnats, grasa de la llet, etc.) i aquells parcialment lactis, ja que consten de components lactis i vegetals (caseïna, caseïnats, grasa de la llet o soia, etc.). La barreja de components es formula de manera que es replica la composició del formatge que es desitja imitar (% de proteïna, % de greix, % humitat) així mateix es promouen les característiques sensorials i funcionals similar a les originals. Aquest tipus de formatge té un punt de fusió molt baix, per això es sol vendre per a fondre. La producció anàlegs lactis inclou processos com tractaments de calor, processament-fragmentació mecànica i emulsió amb sals. Aquests formatges estan produïts comercialment especialment en països desenvolupats que tenen diferents mètodes i tècniques patentades. Segons la textura del formatge podem obtenir-lo en aquestes formes:
- Salses de formatge i dips
- Pasta dura: per a ratllar
- Pasta semidura: en tallades
- Fos: es fa servir sobretot a les pizzes en forma de "mozzarella", denominat MCA (Mozzarella Cheese Analogue)
- Untable: processats untables

Aquesta tecnologia es va desenvolupar per a enllaunar i esterilitzar els formatges madurs sense que es doni la separació del greix i l'aigua i ser capaços d'exportar el formatge. A més a més, l'auge a la indústria d'aquests anàlegs és degut al fet que són més econòmics que el formatge a causa del seu mètode de producció, que és molt més senzill i requereix menys equipament per a la seva producció.

### Sense components lactis
És un producte completament elaborat a partir d'ingredients no lactis, tant la grasa com les proteïnes utilitzades en la seva manufacturació deriven de fonts vegetals, per aquest motiu esdevé una alternativa per a aquelles persones que opten per seguir una dieta vegana.
El formatge vegà pot fer-se utilitzant proteïnes procedents de soia, fruita seca (anacards, macadàmies, ametlles o pinyons), mongetes, pèsols, llavors (sèsam o gira-sol), o fins i tot verdures (colflori); olis vegetals solidificats, de coco, càrtam o oli de palma; rent nutricional, agar, carragenina, farina de iuca, enzims naturals, glicerina vegetal; entre d'altres ingredients. També es pot obtenir a partir d'arròs o patates. Tot depèn de quina textura o gust es pretengui aconseguir.
En els inicis de la seva producció, el gust i la textura no recordava en absolut als formatges naturals. Avui dia, malgrat segueixen sense experimentar cap modificació proteica i no reben el sabor que aporten processos com la coagulació, l'acidificació o la pasteurització de la llet; sí presenten un gust i una textura similar a moltes varietats làctiques de formatge, gràcies als bacteris que s'afegeixen en el procés de curació.
Actualment, es poden trobar anàlegs vegans del formatge en moltíssimes varietats diferents: cheddar, mozzarella, brie, formatge suís, formatge crema, cottage, parmesà, ricotta, formatge blau, Monterey Jack, Muenster, feta, mascarpone, gouda, formatge en salsa i dips, etc.

#### Perspectives de futur
Elaborar un formatge sense cap component lacti i aconseguir que tingui una textura i/o un gust idèntic al dels formatges pròpiament dits és encara un repte, degut a la falta de caseïna. Llavors, per tal de solventar-ho, l'any 2014 va sorgir el projecte Real Vegan Cheese. Tot i que avui dia encara no és una realitat, la seva intenció és modificar mitjançant enginyeria genètica el llevat que s'utilitza per fer pa (Saccharomyces cerevisiae), de forma que expressi la proteïna de la llet (caseïna). Posteriorment aquesta seria purificada i emprada per produir formatges, els quals estarien totalment en harmonia amb els ideals vegans perquè malgrat contenir caseïna real, no procedeix d'un animal, sinó d'un llevat. A més, es considera que el formatge resultant està lliure d'organismes modificats genèticament (OMG) perquè tot i que el llevat s'hagi modificat, a l'hora d'elaborar el formatge només es fa servir la caseïna obtinguda, el llevats queden al marge.
Cal destacar que malgrat el projecte Real Vegan Cheese segueix en una fase més tèorica que no pas experimental o de desenvolupament, sí que existeix una start-up, anomenada Perfect Day, que ja ha posat en pràctica una idea molt similar. En aquest cas, s'apliquen les tècniques de la fermentació tradicional a una microbiota (constituïda per diferents tipus de llevats, bacteris i fongs, entre altres) que s'ha modificat biotecnològicament per tal que al proporcionar-li sucres, generi les proteïnes de la llet. Així doncs, les proteïnes làcties obtingudes per aquest mètode tenen les mateixes aportacions nutricionals que les convencionals (procedents de la llet de vaca) i amb elles es poden elaborar tot tipus de productes, des de llet fins a formatges, iogurts o gelats. No obstant, en l'actualitat encara no estan disponibles al mercat productes elaborats amb aquest tipus de proteïnes, ja que l'empresa està buscant l'associació o col·laboració amb marques internacionalment conegudes; però l'expectativa és poder trobar-los en els supermercats en uns quants anys.

## Procés de producció
Trobem un procés d'obtenció d'anàleg de formatge patentat a l'any 2014 per l'Organització Mundial de la Propietat Intel·lectual (OMPI). En aquesta patent es detallen una sèrie de passes a seguir per tal d'aconseguir el succedani.
Primer, es dissol el coagulant en aproximadament un 70% de l'aigua total empleada en la fabricació de l'anàleg de formatge. Seguidament, es mescla la fruita seca amb la resta d'aigua. Si es vol es poden afegir altres ingredients a mesclar amb la fruita seca, com són: aromes naturals o artificials, acidulants i correctors d'acidesa, llevat, proteïnes vegetals, sal comestible, sucre i emulsionants, entre d'altres. També podrien afegir-se derivats lactis amb vistes d'aconseguir un anàleg de formatge amb determinats aromes i sabors de formatges específics. Cal destacar que en cas de ser així, es tractaria d'un anàleg del formatge amb components làctics.
Posteriorment, s'escalfa la dissolució d'aigua i coagulant deixant-la bollir entre aproximadament 0,5 i 15 minuts. Després, es barreja la mescla de fruita seca i aigua amb la dissolució d'aigua i coagulant fins a aconseguir una pasta emulsionada. Una vegada aconseguida una mescla amb consistència en forma d'una pasta emulsionada s'introdueix dins un motlle i es tracta tèrmicament. El tractament tèrmic pot donar-se per qualsevol d'aquests tipus possibles: pasteurització Vat o Batch (LTLT) a temperatures baixes i temps perllongats, entre 60 i 68 °C durant entre 30 i 60 minuts; pasteurització a temperatures elevades d'uns 70-90 °C en un temps d'entre 15 segons i 5 minuts (Pasteurització HTST); o per ultrapasteurització (UHT) a temperatures d'entre 85 i 100 °C i durant un temps d'entre 1 i 5 segons. La pasteurització dona una vida útil major a l'anàleg de formatge obtingut requerint refrigeració per la seva conservació o bé, si es tracta per ultrapasteurització, es pot conservar en ambients frescos i secs sense requerir refrigeració. A continuació, la mescla es deixa refredar durant 6 hores i per acabar es retira el motlle.
Les barres d'anàleg de formatge obtingudes es poden comercialitzar en aquesta forma o poden ser processades per ser comercialitzades en un altre format. De la mateixa manera, si es desitja, es pot cobrir el succedani de formatge amb una escorça de cera o altres materials comestibles. Els productes resultants s'envasen al buit o en atmosfera protectora.

## Nutrició
| Paràmetres químics      | Paràmetres químics |
| ----------------------- | ------------------ |
| Matèria seca grassa (%) | ≥ 46               |
| Greixos (%)             | ≥ 22               |
| Humitat (%)             | ≤ 52               |
| Sals (%)                | 2                  |

Els substituts del formatge es manufacturen amb la intenció de ser nutricionalment equivalents o a vegades, fins i tot presentar avantatges nutricionals sobre el formatge natural. És a dir, els seus continguts en minerals i vitamines i les seves característiques nutricionals i textura poden ser tan bons o inclús superiors als del formatge natural. Degut als problemes de salut i la consciència d'una alimentació saludable, l'ús de caseïnats com a fonts de proteïnes i la utilització de greixos i olis poliinsaturats fa que aquest tipus de formatge, lliure de colesterol, sigui atractiu per determinats col·lectius.
Com a fonts proteiques es poden fer servir la caseïna i els caseïnats o proteïnes vegetals, com pot ser la proteïna de soia o dels fruits secs; sent aquests últims una font de ferro i fibra. Podem trobar diferents variants nutricionals dels anàlegs del formatge: alt en proteïnes, baix en greixos, rics en calci, etc.

## Legislació

### Espanya
Al BOE queda definit el formatge com “el producte separat de la llet, de la crema o de la llet descremada totalment o parcialment” que segueix els mecanismes adients per a la formació del formatge. Per altra banda, queda expressament prohibida la venda de productes anàlegs al formatge que puguin produir confusió al consumidor o aquells en la denominació dels quals s'inclogui la paraula “formatge” i no s'ajustin a la present norma.

### Europa
La legislació de la UE restringeix l'ús de la denominació “formatge” als productes elaborats amb llet i procedents de productes lactis i a aquells on els ingredients lactis no són reemplaçats per altres ingredients, normalment més barats, de diferent origen. De ser així, el producte no pot ser anomenat “formatge” ni “succedani de formatge”, atès que seria un abús de la denominació protegida. Els productes que no figuren en la llista de denominacions protegides no han d'incloure en l'etiqueta, documentació comercial, material publicitari ni en qualsevol altra forma de publicitat o presentació, cap afirmació ni suggeriment de que allò és un producte lacti.
La Regulació (EC) Nº 1308/2013 Annex VII Part III ens proporciona els termes que han de ser reservats exclusivament per a productes lactis: sèrum, nata, saïm, sèrum de mantega (buttermilk), oli de mantega (butteroil), caseïnes, matèria grassa làctia anhidra (MGLA), formatge, iogurt, quefir, “kumis”, “viili/fil”, “smetana”, “fil”, “rjaženka” i “rūgušpiens”. Els termes “anàleg del formatge”, “formatge fals” o “imitació del formatge” no estan permesos a l'hora de comercialitzar i vendre els productes. Noms com “Pizza Mix” o “Gastromix” estan permesos en combinació amb un nom descriptiu que aclareixi quin tipus de producte alimentari s'està fent servir i els que no. Algunes excepcions d'aquesta norma inclouen la llet d'ametlla, la llet de coco i la mantega de cacauet, però el tofu i els productes de soia no apareixen a les excepcions.
Hi va haver un cas famós d'incompliment de la regulació europea del 2013. El grup de protecció del consumidor alemany VSW va acusar l'empresa Tofu Town d'afegir qualificatius com “llet”, “mantega”, “crema de formatge” i “iogurt” als seus productes no lactis, contravenint les lleis d'etiquetat de la UE. Queda per veure si hi ha altres accions similars contra productors de productes vegans al Regne Unit o en altres països que pertanyen a la UE.

## Patents
L'any 1998 es va publicar als Estats Units una patent en la qual es reclama una imitació de formatge on la quantitat de proteïna és de menys del 2% i/o menys del 1% de caseïna. Aquest comprèn:
- Aproximadament entre un 3% i un 30% de midó
- Aproximadament de 0% a 30% de matèria grasa comestible
- Aproximadament entre un 20% i un 60% d'aigua
- Aproximadament entre un 0,5 % i un 25% de carbohidrats sense midó
- Aproximadament 0,5% a 5% de estabilitzants hidrocoloids

Opcionalment pot contenir aproximadament un 2% de saboritzant a formatge i un 2% de color.
Posteriorment, l'any 2010, també als Estats Units es va publicar la patent referent a substituts de formatge basats en proteïnes vegetals. La invenció es dirigeix a un substitut de formatge moldejat, premsat i amb una composició baixa de greix animal del que formen part:
- Humitat en una quantitat de almenys el 50% de la composició del formatge
- Un material de proteïna vegetal
- Un triglicèrid d'oli vegetal
- Un hidrocoloid

En una altra realització aquest presenta almenys o un saboritzant de formatge o un midó. Aquesta patent apunta que la proteïna làctia pot estar present opcionalment a no més d'un 5% en pes.
El material de proteïna vegetal es selecciona de les leguminoses, el blat de moro, els pèsols, la colza, el gira-sol, el sorgo, l'arròs, la patata, l'amarant, la tapioca, el blat, la civada, l'ordi, i les seves mescles.
L'any 2014 la OMPI va publicar un Tractat de cooperació en matèria de patents (PCT) de caràcter internacional referent a succedanis de formatge i el seu procediment d'obtenció. Aquesta invenció té per objecte un succedani de formatge elaborat a partir d'un material vegetal així com el seu procediment d'obtenció. Comprèn com ingredients aigua, materials vegetals comestibles rics en proteïnes i greixos i un coagulant. Aquests materials vegetals rics en proteïnes i greixos són la fruita seca, sent la proporció d'aigua per pes de succedani de formatge de entre un 50% i un 80% i de fruita seca d'entre un 5% i un 40%.
Aquest anàlegs de formatge té els següents valors nutricionals:
- D'un 5% a un 30% de proteïnes del valor nutricional total
- D'un 2% a un 30% de greixos del valor nutricional total
- D'un 1% a un 30% de hidrats de carboni del valor nutricional total

Així, aquest succedani de formatge descrit en la patent pot considerar-se com a aliment font de proteïnes, ja que aporta com a mínim el 12% del valor energètic de l'aliment.